# Negrofobia
Negrofobia é um medo ou ódio contra os povos negros em todo o mundo. Pode ser influenciado por várias coisas, como racismo ou eventos traumáticos e circunstâncias. A negrofobia também é descrita como uma novilíngua estratégicamente usada para dividir e conquistar.

## Lexicologia
O preconceito é definido como pretofobia também. O sentimento não pode ser confundido com melanofobia que é a aversão médica a tudo que é preto ou escuro. Também não pode ser confundido com afrofobia que é uma aversão principalmente cultural as diversas etnias do continente africano.

## Visão geral
As descrições do fenômeno vão desde um racismo contra o povo negro até xenofobia. A definição mais antiga disso se encontra em relatórios médicos sobre fobias. Várias pesquisas se fizeram sobre negrofobia recentemente, mais precisamente na segunda década do século XXI. Foi a escravidão norte-americana que inventou o racismo estatal anti-negro, pois para mante-la em uma sociedade de iguais se deveria criar o pretexto da diferença. Segundo Frantz Fanon, a negrofobia é o trauma que o branco tem com o negro.